# Que corra el aire
Que corra el aire es el decimocuarto disco de la cantante española Luz Casal, puesto a la venta en España en 2018. El título hace referencia a, según ella misma ha explicado, expresar la necesidad de que haya una renovación y esa sensación de frescor, de cambio y de movimiento.

## Lista de canciones
| N.º | Título              | Escritor(es)              | Duración |  |
| 1.  | «Que corra el aire» | Luz Casal, J. Monforte    | 4:06     |  |
| 2.  | «Miénteme al oído»  | M. Yadam, Luz Casal       | 4:04     |  |
| 3.  | «Días prestados»    | Luz Casal, Pablo Sycet    | 3:37     |  |
| 4.  | «Lucas»             | Luz Casal, C. Brant       | 3:31     |  |
| 5.  | «Volver a comenzar» | Conchita, Pablo Cebrián   | 3:57     |  |
| 6.  | «Quise olvidarte»   | Cristina Plaza Serrano    | 3:29     |  |
| 7.  | «Meu pai»           | Luz Casal                 | 2:54     |  |
| 8.  | «Tanto ruido»       | Luz Casal                 | 3:17     |  |
| 9.  | «La única verdad»   | Luz Casal, E. Santos      | 4:07     |  |
| 10. | «Morna»             | Luz Casal, Pablo Guerrero | 3:19     |  |
| 11. | «Amores»            | Mari Trini                | 3:38     |  |

## Sencillos
- "Miénteme al oído"
- "Volver a comenzar”
- "Días prestados”
- "Morna"

## Personal

### Músicos
- Luz Casal: voz, compositora, letras.
- Xavi Molero: Batería
- Martín Bruhn: Percusión.
- Jairo Zavala: Guitarras, Vibráfono, Pedal Steel, Coros.
- Diego Twanguero: Guitarras.
- Josep M. Baldomà: Piano, Rhodes, Hammond, Acordeón.
- Ricky Falkner: Bajo, Guitarra acústica, Teclados, Percusión, Coro.

### Colaboradores
- Tino Di Geraldo: Tablas en "Que corra el aire".
- Dani Ferrer: Trompa en "Meu pai".
- Santos Berrocal: Percusión

### Producción
- Producido por Ricky Falkner.
- Grabado por Ángel Medina en Estudio Uno (Colmenar Viejo).
- Grabación de voz por Javier Monforte en el estudio Elmar (Madrid).
- Mezclado por Santos Berrocal en Blind Records (Barcelona).
- Asistente de grabación: Edu Lavilla.
- Asistente de mezcla: Sergi Bautista.
- Grabaciones adicionales: Fluren Ferrer.
- Masterizado en Chab Mastering (París).

- Grabado en los meses de septiembre y octubre de 2017.
- Arte por The Fly Factory. Fotografías: Juan Pérez-Fajardo; Diseño: Álvaro P-FF.
- Management: Clara Alcaraz